# 배스천
《배스천》(영어: Bastion)은 인디 게임 개발사 슈퍼자이언트 게임스가 개발하고 워너 브라더스 인터랙티브 엔터테인먼트가 배급한 액션 롤플레잉 비디오 게임이다. 플레이어는 주인공 "소년(the Kid)"를 조작하여, 공중에 떠있는 판타지풍의 스테이지를 돌아다니며 다양한 형태의 적들을 물리쳐야 한다. 플레이에 반응하는 내레이션과 쿼터뷰(등축 투영법)으로 입체감을 살린 아름다운 일러스트 배경이 특징이다. 줄거리는 종말론적 재앙의 한복판에서, 소년이 피난처 배스천에 힘을 실어주는 특별한 돌 파편을 모으는 것을 중심으로 전개된다.
배스천은 미국 캘리포니아주 산호세와 뉴욕에 각각 본거지를 둔 일곱 명의 개발팀이 2년간의 기간을 거쳐 완성하였다. 이후 2010년 9월 페니 아케이드 엑스포에 첫선을 보였고 2011년 인디게임 페스티벌에서 수상 후보로 올랐으며 2011년 일렉트로닉 엔터테인먼트 엑스포에서는 출시 전에도 불구하고 대상을 받았다. 이후 2011년 7월 Xbox 라이브 아케이드를 통해 Xbox 260용 게임으로 발매되었으며 2011년 8월에는 스팀으로 윈도우용 게임이 배포되었다. 2011년 12월에는 수퍼자이언트 게임즈가 구글 크롬용 브라우저 게임으로도 출시하였다. 2012년 4월에는 맥 앱 스토어에서 맥 OS X용으로 발매하였으며 그해 5월엔 스팀플레이 업데이트를 통해 맥 OS X와 윈도우에서 모두 가동되는 버전을 스팀으로 배포하게 되었다. 2012년 8월에는 아이패드용 게임이 출시되었으며, 이후 2015년 4월 플레이스테이션 4용 게임으로도 나왔다. 배스천의 사운드트랙은 대런 코브가 작곡 제작하였으며, 사운드트랙 앨범은 2011년 8월에 발매되었다.
2011년, 배스천은 50만부 판매를 기록하였다. 이 중 20만부는 Xbox 라이브 아케이드를 통해 판매된 것이었다. 이후 2015년 1월까지는 플랫폼 전반을 기준으로 300만부 넘게 팔렸다. 이와 더불어 많은 평론가들에게 스토리, 예술, 내레이션, 음악 등의 요소로 호평을 받았다. 게임 플레이의 난이도에 대해서는 의견이 갈렸지만 전투체계의 옵션이 다양했다는 점은 호감을 끌었다. 배스천은 발매 이후 수많은 상을 수상하거나 후보로 올랐고 특히 다운로드수 1위, 최고의 음악 부문의 상이 많았다. IGN나 게임 인포머 같은 리뷰사이트는 물론, 스파이크 비디오 게임 어워즈, 게임 디벨로퍼스 컨퍼런스, 아카데미 오브 인터랙티브 아츠 앤 사이언스 등 그 수도 다양했다.

## 게임플레이
《배스천》은 레벨 구조를 가진 액션 롤플레잉 게임이다. 플레이어가 조작하는 캐릭터 "소년"은 공중에 뜬 판타지풍 스테이지를 돌아다닌다. 스테이지의 가장자리에 다가가면 새로운 길이 만들어진다. 각 레벨은 평면 스테이지로 구성되어 있고, 시점은 등축 투영법을 사용한다. 스테이지는 소년을 해치려는 다양한 유형의 적들로 가득하다. 소년은 두 개의 무기를 장비할 수 있으며, 플레이어는 "무기고"로 불리는 특정 장소에서 무기를 고를 수 있다. 소년은 특수 공격도 할 수 있는데, 무기 및 특수 공격은 미리 획득해놓은 것만 사용할 수 있다. 특수 공격을 사용하려면 "검은 강장제"가 필요하다. 검은 강장제는 스테이지 내에서 발견하거나 적을 쓰러뜨려서 얻을 수 있다. 특수 공격은 대개 세 번 사용할 수 있으며, 이 횟수는 "양조장"에서 증가시킬 수 있다. 소년의 체력바는 남은 체력을 보여주며, 체력이 떨어지면 "체력 강장제"로 회복할 수 있다. 검은 강장제와 마찬가지로, 소년은 한번에 일정량의 체력 강장제만 소지할 수 있으며, 체력 강장제는 스테이지 내에서 습득하여 보충할 수 있다.
각 레벨은 도시, 숲, 늪지 등 다양한 환경을 포함하고 있다. 거의 모든 레벨의 끝에서 플레이어는 코어 또는 파편을 모으게 된다. 몇몇 레벨은 소년이 아이템을 가져갈 때 스테이지 전체가 무너져내리기도 하는데, 이때 소년은 서둘러 대피해야 한다.
플레이어가 레벨을 진행함에 따라, 내레이션이 플레이어의 행동을 설명한다. 이 내레이션은 줄거리에 대한 정보뿐만 아니라 적극적인 조언, 예를 들어, 적과의 전투에서 플레이어가 사용하는 기술과 능력에 대한 의견 등을 제공한다.

## 개발
배스천은 슈퍼자이언트 게임스의 첫 작품으로 7명의 팀원이 직접 개발비를 충당하며 약 2년간의 개발기간을 거쳐 완성되었다. 슈퍼자이언트 게임스의 공동 설립자인 아미르 라오와 그렉 커사빈은 각각 게임 디렉팅과 스토리를 담당하고, 젠 지는 그래픽 아티스트, 개빈 사이먼과 앤드류 왕은 프로그래머, 대런 코브는 배경음악과 음향 효과 담당으로 참여했다. 배스천에 사용된 게임 엔진과 개발 도구들은 개빈 사이먼이 C#으로 직접 개발했고, 앤드류 왕은 다른 기종으로의 이식을 담당했다. 게임 개발은 주로 산호세의 한 주택에서 진행되었으며, 음악과 성우의 연기는 뉴욕의 한 아파트에서 녹음되었다.

## 출시
2010년 9월 페니 아케이드 엑스포에서 플레이 가능한 게임이 처음 공개되었고, 2011년 7월 20일에 엑스박스용 배스천이 엑스박스 라이브 아케이드를 통해 출시되었다. 2011년 8월 16일 스팀을 통해 마이크로소프트 윈도우판을 디지털 배급하기 시작했으며, 같은 해 12월 9일에는 구글 크롬 브라우저용이 공개되었다. 맥 OS X판은 2012년 4월 26일 맥 앱스토어에 출시되었고, 같은 해 5월엔 스팀플레이 업데이트를 통해 맥 OS X와 마이크로소프트 윈도우에서 모두 가동되는 버전이 스팀으로 배포되었으며, 8월 29일에는 아이패드용 iOS판이 출시되었다. 리눅스용 배스천은 2012년 6월 1일 우분투 소프트웨어 센터에 출시되었다. 플레이스테이션 4판은 2015년 4월 7일, 플레이스테이션 비타판은 같은 해 12월 5일 출시되었다. 대런 코브가 작곡 및 프로듀싱한 사운드트랙은 2011년 8월 5일에 온라인 발매되었다.

## 평가
배스천은 출시하자마자 평단의 호평과 함께 상업적으로 큰 성공을 거뒀다. 출시 첫해인 2011년에 약 50만 장이 팔렸고, 이 중 20만 장은 엑스박스 라이브 아케이드를 통해 팔렸다. 2015년 1월까지 모든 플랫폼을 합쳐서 3백만 장 이상의 판매량을 올렸다.
평단에서도 폭넓게 좋은 평가를 받았으며, 특히 내레이션과 줄거리, 게임 아트, 음악에 대한 호평이 주를 이루었다. 게임 플레이의 난이도에 대해서는 호불호가 갈렸으나, 다양한 플레이 방식은 좋은 평가를 받았다.
배스천은 출시 전에 2011년 인디펜던트 게임 페스티벌에서 시각 예술과 오디오 부문 우수상을 받았고, E3 게임 비평가 선정 '최우수 다운로드 게임'상을 수상했으며, '최우수 신작 게임' 후보로 올랐다. 출시 이후에는 2011년 스파이크 비디오 게임 어워드에서 '최우수 인디 게임' 후보에 올랐고, '최우수 음악상'과 '최우수 다운로드 게임 상'을 수상했다. 이밖에도 많은 후보 지명과 수상 실적을 기록했다.